# Ednita Nazario
Ednita Nazario (Ponce, 11 de abril  é uma cantora estadunidense, com grande repercussão mexicana devido as suas 28 produções discográficas lançadas em língua espanhola.

## Discografia
- 1973: Al fin... Ednita
- 1976: Me está gustando
- 1976: Nueva Navidad
- 1977: Vete, vete
- 1978: Mujer sola...
- 1979: Retrato de mujer
- 1982: Ednita
- 1983: Al rojo vivo
- 1986: Tú sin mí
- 1989: Fuerza de gravedad
- 1991: Lo que son las cosas
- 1992: Metamorfosis
- 1994: Live
- 1994: Pasiones
- 1996: Espíritu libre
- 1999: Corazón
- 2001: Sin límite
- 2002: Acústico'' (volumen 1).
- 2002: Acústico'' (volumen 2).
- 2003: Por tí
- 2005: Apasionada
- 2006: Apasionada live!
- 2007: Real
- 2008: Real... en vivo
- 2009: Soy
- 2010: Diva
- 2012: Desnuda
- 2013: El corazón decide